# Cahangir Həsənzadə
Cahangir Həsənzadə (ur. 4 sierpnia 1979) – piłkarz reprezentacji Azerbejdżanu oraz klubu AZAL PFK Baku, grający na pozycji bramkarza.
Həsənzadə w reprezentacji swego kraju zadebiutował w 1998 roku. Dla kadry narodowej rozegrał 33 mecze. Wpuścił 35 goli.